# Weert
Weert (limb. Wieërt) – miasto i gmina w południowej Holandii, w prowincji Limburgia, w pobliżu granicy z Belgią (ok. 15 km) i Niemcami (ok. 30 km).
W Weert znajduje się rynek, targ, centrum handlowe Munt Passage (Pasaż Monety), wiele sklepów i kawiarni oraz restauracje.

## Wsie w gminie Weert
- Altweerterheide
- Laar
- Stramproy
- Swartbroek
- Tungelroy

## Dzielnice
| - Boshoven & Hushoven - Boshoven - Oud Boshoven - Oda I - Oda II - Vrakker - Vrakker West - Boshoverheide (teren przemysłowy) - Centrum-Noord - Hushoven - Hushoven - Laarveld (planowane) | - Molenakker & Kampershoek - Molenakker - Kampershoek (teren przemysłowy) | - Centrum oraz okoliczne dzielnice - Weert-Centrum - Biest - Maaspoort - Fatima - Fatima - Fatima (teren przemysłowy) |

| - Weert Wschodni - Groenewoud - Groenewoud-Noord - Groenewoud-Zuid - Leuken - Leuken - Leuken-Noord (teren przemysłowy) - Vrouwenhof (w budowie) | - Weert Południowy - Moesel - Graswinkel - Keent - Keent - Parkhof | - Altweert - Około koszary - Boshoverbeek - Schilderslaan-Zuid - Schrijversbuurt - Schildersbuurt - Kazernelaan - Kazernelaan - Boshoverbeek-Lozerweg (teren przemysłowy) |

## Transport

### Transport kolejowy
W Weert znajduje się dworzec kolejowy, który jest położony na linii Eindhoven - Roermond. Ma ono bezpośrednie połączenie z Alkmaar oraz Schiphol w kierunku północnym, a z Maastricht oraz Heerlen w południowym.

### Układ drogowy
Weert jest położony na zachód od autostrady A2. Miasto jest połączone z Roermond drogą lokalną N280 oraz z belgijskim Maaseik drogą lokalną N292.

### Transport autobusowy
Transport autobusowy w prowincji Limburgia jest obsługiwany przez firmę Veolia. Różne linie autobusowe mają przystanki w Weert. Można dojechać autobusem do okolicznych wsi oraz większych miejscowości takich jak Venlo, Sittard oraz Roermond. Istnieje możliwość dojechania do Eindhoven oraz wsi w Brabancji Północnej autobusem (linia 173) firmy Hermes.

### Transport wodny
Przez Weert przepływa kanał Zuid-Willemsvaart (południowy strumień Willema) łączący Maastricht z ’s-Hertogenbosch – jest to ważne połączenie w południowej Holandii.
Weert posiada port, w którym można załadować i rozładować towar. W mieście znajduje się również port prywatny – w centrum koło mostu miejskiego.
W mieście znajdują się dwa ruchome mosty, most miejski (Stadsbrug) oraz most Biest (Biesterbrug). Na przedmieściach znajdują się trzy inne ważne mosty: most Boshoven (Boshoverbrug), most Laar (Laarderbrug) oraz Śluza wodna 16 (Sluis 16).

## Religia
W Weert większość ludności jest wyznania katolickiego – tak jak w całej Limburgii. W Weert jest wiele kościołów, w tym jeden protestancki. Na rynku zlokalizowany jest miejski kościół dekanalny św. Marcina (niderl. dekenale stadskerk St. Martinus). W Weert znajdują się dwa meczety w tym jeden zabudowaniach poklasztornych.

## Współpraca
Miejscowość partnerska:
- Sint-Truiden, Belgia